# Liste des gouverneurs de l'Île-de-France
 (septembre 2010).
Si vous disposez d'ouvrages ou d'articles de référence ou si vous connaissez des sites web de qualité traitant du thème abordé ici, merci de compléter l'article en donnant les références utiles à sa vérifiabilité et en les liant à la section « Notes et références ».
Cet article contient la liste des gouverneurs de l'Île-de-France.
En France, Gouverneur est un titre qui était donné aux représentants du roi de France dans les provinces dans l'Ancien Régime. L'Île-de-France est actuellement une région administrative française.

## Liste des gouverneurs[1]
- 1419 : Pierre de Luxembourg, comte de Saint-Pol
- 1429 : Charles de Bourbon, comte de Clermont
- 1433 : Étienne de Vignolles, dit La Hire
- 1435 : Louis de Luxembourg, évêque de Thérouenne
- 1436 : Artus de Bretagne, comte de Richement
- 1465 : Charles de Melun, seigneur de La Borde
- 1465 : Charles d'Artois, comte d'Eu
- 1466 : André de Laval, maréchal de France
- 1472 : Charles de Gaucourt
- 1479 : Charles Ier d'Amboise
- 1482 : Jean Alardeau, évêque de Marseille
- 1483 : Louis d'Orléans (ensuite Louis XII)
- 1493 : Gilbert de Bourbon, comte de Montpensier
- 1495 : Charles II d'Amboise de Chaumont
- 1496 : Guillaume de Poitiers
- 1515 : Charles de Bourbon, duc de Vendôme
- 1519 : François de Bourbon, frère du précédent
- 1522 : Pierre Filloli, archevêque d'Aix
- 1526 : Michel Antoine, marquis de Saluces
- 1529 : François de La Tour, vicomte de Turenne
- 1532 : Antoine de La Rochefoucauld
- 1534 : François de Montmorency
- 1551 : Gaspard de Coligny
- 1556 : François de Montmorency
- 1579 : René de Villequier
- 1587 : François d'O
- 1594 : Antoine d'Estrées
- 1600 : le seigneur de Montigny
- 1607 : Charles du Plessis, comte de Beaumont
- 1620 : Hercule de Rohan, duc de Montbazon
- 1648 : François-Annibal d'Estrées
- 1670 : François-Annibal Il d'Estrées
- 1687 : François-Annibal III d'Estrées
- 1698 : Louis-Armand, duc d'Estrées
- 1719 : Henri-Louis de La Tour d'Auvergne, comte d'Evreux
- 1741 : François-Joachim-Bernard Potier, duc de Gesvres
- 1757 : Louis-Léon Potier, duc de Tresmes
- 1766 : Louis-Joachim-Paris Potier, duc de Gesvres